# Кельмрак
Кельмрак — река на полуострове Камчатка в России. Протекает по территории Усть-Камчатского района Камчатского края. Длина реки — 43 км.
Начинается на юго-восточном склоне Чёрного хребта в местности, поросшей берёзово-лиственничным лесом. Течёт в восточном направлении, на правом берегу ольха сменяет берёзу. После слияния с Большой входит в заболоченную область; лес здесь представлен ольшаниками. Меняет направление на южное и течёт до озера Ложиченского, которое огибает с запада, юга и востока. Ранее впадала в реку Камчатка слева на расстоянии 156 км от её устья, нынче впадает в Ложиченское (на высоте 12,2 метра над уровнем моря), воды из которого по нескольким протокам стекают в озеро Феофановское, а из него — в Камчатку.
По данным государственного водного реестра России относится к Анадыро-Колымскому бассейновому округу.
Код водного объекта — 19070000112120000016209.
Притоки:
- левые: Левый Кельмрак[4], Большая.